# Cięcie strat
Cięcie strat (ang. stop loss) – stałe zlecenie giełdowe automatycznej sprzedaży wskazanego papieru wartościowego, waluty lub towaru w momencie gdy cena osiągnie określoną, niską wartość. 
Zlecenie typu stop loss jest jednym z narzędzi strategii ochrony kapitału w wypadku nieoczekiwanego ruchu cenowego w dół, która ma zabezpieczyć inwestora przed nadmiernymi stratami. Opiera się ona na założeniu, że przed kupnem papieru wartościowego/waluty/towaru analizuje się wiele czynników, z których wynika określona perspektywa wzrostu ich ceny. Może się jednak zdarzyć, że nieprzewidziane czynniki wpłyną niekorzystnie na cenę i wówczas zlecenie stop loss automatycznie ogranicza stratę do akceptowalnej wartości. 
Jest to narzędzie ryzykowne, zwłaszcza na rynku, na którym występują trudności z płynnością obrotu, na którym nawet niewielkie zlecenia potrafią znacznie zachwiać kursem, co może spowodować automatyczną sprzedaż po niekorzystnym kursie.
Na rynku Forex występują dwa rodzaje stop loss. Stop-Loss gwarantowany a niegwarantowany. Gwarantowany stop-loss ubezpiecza grającego na giełdzie od pojawienia się katastrofalnych strat lub dużych luk cenowych na rynku, na którym aktualnie handluje. Kiedy zmienność powiększa się w podobny sposób, jak na początku globalnego kryzysu finansowego w 2008 roku, można znaleźć instrumenty, takie jak akcje stale tracące na wartości, ponieważ ciągle reagują na wiadomości z USA i Londynu. Na przykład, gdy giełda w USA spada o ponad 350 punktów (około 3%), podobnie jak miało to miejsce w dniu 26 lipca 2008 r., można przypuszczać, że rynek zacznie handel z luką na otwarciu sesji.
Stop loss można umieścić tylko 5% od bieżącego zamknięcia a jego używanie często zależy od brokera Forex i platformy. Mogą istnieć ograniczenia czasowe. Na przykład, grający na giełdzie nie może być w stanie złożyć zlecenia gwarantowanego stop lossa na rynku Forex w ciągu trzydziestu minut od zamknięcia rynku. Wielu brokerów Forex nie oferuje wcale GSL i zazwyczaj kosztują więcej niż zwykłe zlecenie.